# 逼塞
逼塞（ひっそく）は、江戸時代に武士または僧侶に科せられた刑罰（自由刑）。門を閉ざし昼間の出入りを許さないが、夜間は潜り門からの出入りが黙認された。閉門より軽く50日間と30日間の2種類があった。
普通名詞としては、世間から隠れてひっそりと暮らすことを意味する。
蟄居＞閉門＞逼塞＞遠慮